# Kirkstone Pass
Kirkstone Pass är ett bergspass i Storbritannien.   Det ligger i grevskapet Cumbria och riksdelen England, i den centrala delen av landet, 400 km nordväst om huvudstaden London. Kirkstone Pass ligger 455 meter över havet.
Terrängen runt Kirkstone Pass är kuperad. Runt Kirkstone Pass är det ganska tätbefolkat, med 60 invånare per kvadratkilometer. Närmaste större samhälle är Kendal, 19,1 km sydost om Kirkstone Pass. Trakten runt Kirkstone Pass består i huvudsak av gräsmarker. Passet går mellan topparna Stony Cove Pike och Red Screes.